# Casanova Cat
Casanova Cat es un cortometraje animado de un carrete de 1951 y es el 55° corto de Tom y Jerry dirigido por William Hanna y Joseph Barbera y producido por Fred Quimby.

## Argumento
Tom se dirige a la casa de Toodles para cortejarla con flores al enterarse de que recientemente heredó $1,000,000, arrastrando a Jerry, atado a un lazo, con él. Una vez dentro, Tom convierte a Jerry en un muñeco y lo obliga a rodar sobre una pelota, impresionando a Toodles. Tom luego ennegrece la cara de Jerry con humo de cigarro y lo sopla. Obliga a Jerry a bailar claqué encendiendo una placa de metal. Tom luego le da a Jerry como regalo a Toodles, pero le pide un beso a cambio. Justo cuando Tom y Toodles están a punto de besarse, Jerry mete la cola de Tom en un cenicero automático, lo que hace que Tom grite en la cara de Toodles.
Jerry escapa al alféizar de la ventana y ve a Butch cantando un par de líneas de "Over the Rainbow" (Jerry Mann, proporcionó su canto) en un callejón cercano y lanza el titular del periódico hacia Butch. Tom y Butch proceden a luchar entre sí para ganarse el corazón de Toodles, mientras Toodles, sentado en el sofá, los observa. Butch abofetea a Tom (porque lo golpeó con su guante) en una pecera, pero Tom ata la cola de Butch a un poste. Toodles luego arroja dulces a la boca de Tom, pero Butch deja caer una bola de bolos en Tom. Butch besa el brazo de Toodles, pero Tom coloca una ratonera en su brazo para atrapar la boca de besos de Butch. Tom luego atrapa a Butch entre dos puertas y besa la mejilla de Toodles. Butch luego agarra a Toodles y va a besarla, pero Tom también se da la vuelta para besar a Toodles, pero los dos se besan y Tom se da la vuelta y ataca a Butch en la cara.
Luego, Jerry besa a Toodles en la mejilla, lo que hace que ella se interese por Jerry. Tom y Butch persiguen a Jerry, pero Jerry se esconde en un respiradero, ata las colas de Butch y Tom en un nudo y tira de sus colas para que se tiren entre sí contra la pared repetidamente. Butch luego corre hacia adelante, empujando a Tom a través del respiradero. Luego, Tom sale del respiradero como un cubo y golpea a Butch. Luego se desenredan ellos mismos. Luego, buscaron a Toodles en el sofá y la buscaron. Sin embargo, luego escuchan un ruido afuera. Ambos gatos corrieron hacia la ventana para mirar lo que estaba pasando y vieron un auto que se alejaba. Toodles y Jerry están en el asiento trasero, luego, después de que Jerry ha bajado la persiana del auto, él y Toodles comparten un beso de amor.

## Producción
- Dirigida por William Hanna y Joseph Barbera
- Animación: Irven Spence, Ray Patterson, Ed Barge, Kenneth Muse
- Historia: William Hanna y Joseph Barbera
- Diseño: Dick Bickenbach
- Música: Scott Bradley
- Producida por: Fred Quimby

## Censura y prohibiciones
Debido a la caricatura que involucra la escena de baile de Jerry con la cara negra del humo del cigarro de Tom en un plato caliente, Warner Home Video prohibió lanzar en DVD en los Estados Unidos este cortometraje como Mouse Cleaning, así como Tom and Jerry Golden Collection: Volume 2, este corto no se transmitió en Cartoon Network ni en Boomerang debido a los estereotipos raciales de los afroamericanos. Sin embargo, el episodio se emitió el 1 de mayo de 2021 en METV con la impresión censurada de Turner, eliminando la cara negra.